# Jemen op de Olympische Zomerspelen 2008
Jemen nam deel aan de Olympische Zomerspelen 2008 in Peking, China.
Jemen debuteerde op de Zomerspelen in 1992 en deed in 2008 voor de vijfde keer mee. Net als bij de voorgaande vier deelnames won Jemen geen medaille.

## Deelnemers en resultaten

### Atletiek
| Olympiër           | Discipline | Resultaat | Prestatie                |
| ------------------ | ---------- | --------- | ------------------------ |
| Mohammed Al-Yafaee | 800m (m)   | 56e       | serie 6: 8ste in 1.54,82 |
|                    |            |           |                          |
| Waseelah Saad      | 100m (v)   | 78e       | serie 9: 7de in 13,60    |

### Gymnastiek
| Olympiër          | Discipline        | Resultaat | Prestatie                             |
| ----------------- | ----------------- | --------- | ------------------------------------- |
| Nashwan Al-Harazi | vloer (m)         | 75e       | kwalificatie: 75ste met 13,250 punten |
| Nashwan Al-Harazi | paard voltige (m) | 74e       | kwalificatie: 74ste met 12,525 punten |
| Nashwan Al-Harazi | sprong (m)        | 16e       | kwalificatie: 16de met 15,250 punten  |

### Judo
| Olympiër     | Discipline | Resultaat | Prestatie                                                 |
| ------------ | ---------- | --------- | --------------------------------------------------------- |
| Ali Khousrof | -60kg (m)  | 21e       | 1ste ronde: vrij 2de ronde: V van RUS Kishmakov: waza-ari |

### Zwemmen
| Olympiër             | Discipline         | Resultaat | Prestatie                  |
| -------------------- | ------------------ | --------- | -------------------------- |
| Abdulsalam Al Gadabi | 50m vrije slag (m) | 94e       | serie 2: 3de in 30,63 (NR) |

Afghanistan · Albanië · Algerije · Amerikaanse Maagdeneilanden · Amerikaans-Samoa · Andorra · Angola · Antigua en Barbuda · Argentinië · Armenië · Aruba · Australië · Azerbeidzjan · Bahama's · Bahrein · Bangladesh · Barbados · België · Belize · Benin · Bermuda · Bhutan · Bolivia · Bosnië en Herzegovina · Botswana · Brazilië · Britse Maagdeneilanden · Bulgarije · Burkina Faso · Burundi · Cambodja · Canada · Centraal-Afrikaanse Republiek · Chili · China · Chinees Taipei · Colombia · Comoren · Congo-Brazzaville · Congo-Kinshasa · Cookeilanden · Costa Rica · Cuba · Cyprus · Denemarken · Djibouti · Dominica · Dominicaanse Republiek · Duitsland · Ecuador · Egypte · El Salvador · Equatoriaal-Guinea · Eritrea · Estland · Ethiopië · Fiji · Filipijnen · Finland · Frankrijk · Gabon · Gambia · Georgië · Ghana · Grenada · Griekenland · Groot-Brittannië · Guam · Guatemala · Guinee · Guinee‑Bissau · Guyana · Haïti · Honduras · Hongarije · Hongkong · Ierland · IJsland · India · Indonesië · Irak · Iran · Israël · Italië · Ivoorkust · Jamaica · Japan · Jemen · Jordanië · Kaaimaneilanden · Kaapverdië · Kameroen · Kazachstan · Kenia · Kirgizië · Kiribati · Koeweit · Kroatië · Laos · Lesotho · Letland · Libanon · Liberia · Libië · Liechtenstein · Litouwen · Luxemburg · Macedonië · Madagaskar · Malawi · Malediven · Maleisië · Mali · Malta · Marshalleilanden · Marokko · Mauritanië · Mauritius · Mexico · Micronesië · Moldavië · Monaco · Mongolië · Montenegro · Mozambique · Myanmar · Namibië · Nauru · Nederland · Nederlandse Antillen · Nepal · Nicaragua · Nieuw-Zeeland · Niger · Nigeria · Noord-Korea · Noorwegen · Oeganda · Oekraïne · Oezbekistan · Oman · Oostenrijk · Oost‑Timor · Pakistan · Palau · Palestina · Panama · Papoea-Nieuw-Guinea · Paraguay · Peru · Polen · Portugal · Puerto Rico · Qatar · Roemenië · Rusland · Rwanda · Saint Kitts en Nevis · Saint Lucia · Saint Vincent en Grenadines · Salomonseilanden · Samoa · San Marino · Sao Tomé en Principe · Saoedi-Arabië · Senegal · Servië · Seychellen · Sierra Leone · Singapore · Slovenië · Slowakije · Soedan · Somalië · Spanje · Sri Lanka · Suriname · Swaziland · Syrië · Tadzjikistan · Tanzania · Thailand · Togo · Tonga · Trinidad en Tobago · Tsjaad · Tsjechië · Tunesië · Turkije · Turkmenistan · Tuvalu · Uruguay · Vanuatu · Venezuela · Verenigde Arabische Emiraten · Verenigde Staten · Vietnam · Wit-Rusland · Zambia · Zimbabwe · Zuid-Afrika · Zuid-Korea · Zweden · Zwitserland
Uitgesloten van deelname: Brunei